# Észtország vasúti közlekedése
Észtország nemzeti vasúttársasága az Észt Vasutak (Eesti Raudtee). A vasúthálózat teljes hossza 1196 km, ebből 900 km a közforgalmú, amely 1520 mm-es nyomtávú, akárcsak a környező országokban (Oroszország, Fehéroroszország, Litvánia és Lettország). A vasúthálózatból 133 km villamosított. Finnország vasútja 1524 mm-es, de ez kompatibilis az észt vasúttal. Tallinn főpályaudvara a Balti pályaudvar (észtül: Balti jaam).
A vasúti ágazat jogszabályi kereteinek kidolgozásáért a Gazdasági és Kommunikációs Minisztérium felelős. A minisztérium Közúti és Vasúti Főosztálya dolgozza ki a vasúti infrastruktúrára, logisztikára, teher- és személyszállításra, járműállományra, vasúti forgalomra és vasútbiztonságra vonatkozó fejlesztési terveket, felelős azok megvalósításáért, valamint a jogszabálytervezetek kidolgozásáért. A minisztérium alá tartozó Észt Műszaki Felügyelő Hatóság felügyeli a vasúti szektort, kezeli az uniós forrásokat és osztja el a pályakapacitást.

## Hálózat
Észtország vasútvonalainak hossza összesen 1200 km. A hálózat lefedi az ország szárazföldi területeit, és az összes nagyobb várost összekapcsolja. A vasúthálózat a kikötőkkel együtt az észt gazdaság fontos infrastrukturális alapját képezi; itt húzódik az egyik legrövidebb és legfejlettebb vasúti korridor a FÁK és Európa között.
Az országban két nagy pályahálózat található, melyeket az EVR Infra (a 100%-ban állami tulajdonú Eesti Raudtee leányvállalata), illetve az Edelaraudtee Infrastruktuuri tulajdonában és üzemeltetésében állnak.
Észtországban a tervek szerint épülni fog egy nagysebességű vasútvonal Tallinn és Riga között 2020 körül, ami tovább fog vezetni Lengyelországba. A terv neve Rail Baltica.

### Vasúti kapcsolata más országokkal
- Finnország – vasúti komppal – eltérő nyomtáv 1520 mm / 1524 mm, de kompatibilis
- Oroszország – azonos nyomtáv
- Lettország – azonos nyomtáv

## Teherszállítás
A vasúti teherszállításban a legnagyobb arányt az Oroszország és Nyugat-Európa közötti tranzit teszi ki. A nemzetközi áruszállításban a vasút aránya 88%, a közúté 9%, a hajózásé pedig mindössze 3%.
Észtország legnagyobb teherszállító vasúttársasága az EVR Cargo, amely az Eesti Raudteeből vált ki 2009-ben először leányvállalatként, majd 2012 óta független társaságként. 100%-os tulajdonosa az észt állam. Működési területe kiterjed a FÁK teljes területére; járműállománya 75 mozdonyból és csaknem 3100 teherkocsiból áll. Az Edelaraudtee a saját hálózatán végez teherszállítást. Ezen kívül több más teherszállító vasúttársaság is működik (Spacecom, Westgate Transport, Coal Terminal Trans).

## Személyszállítás

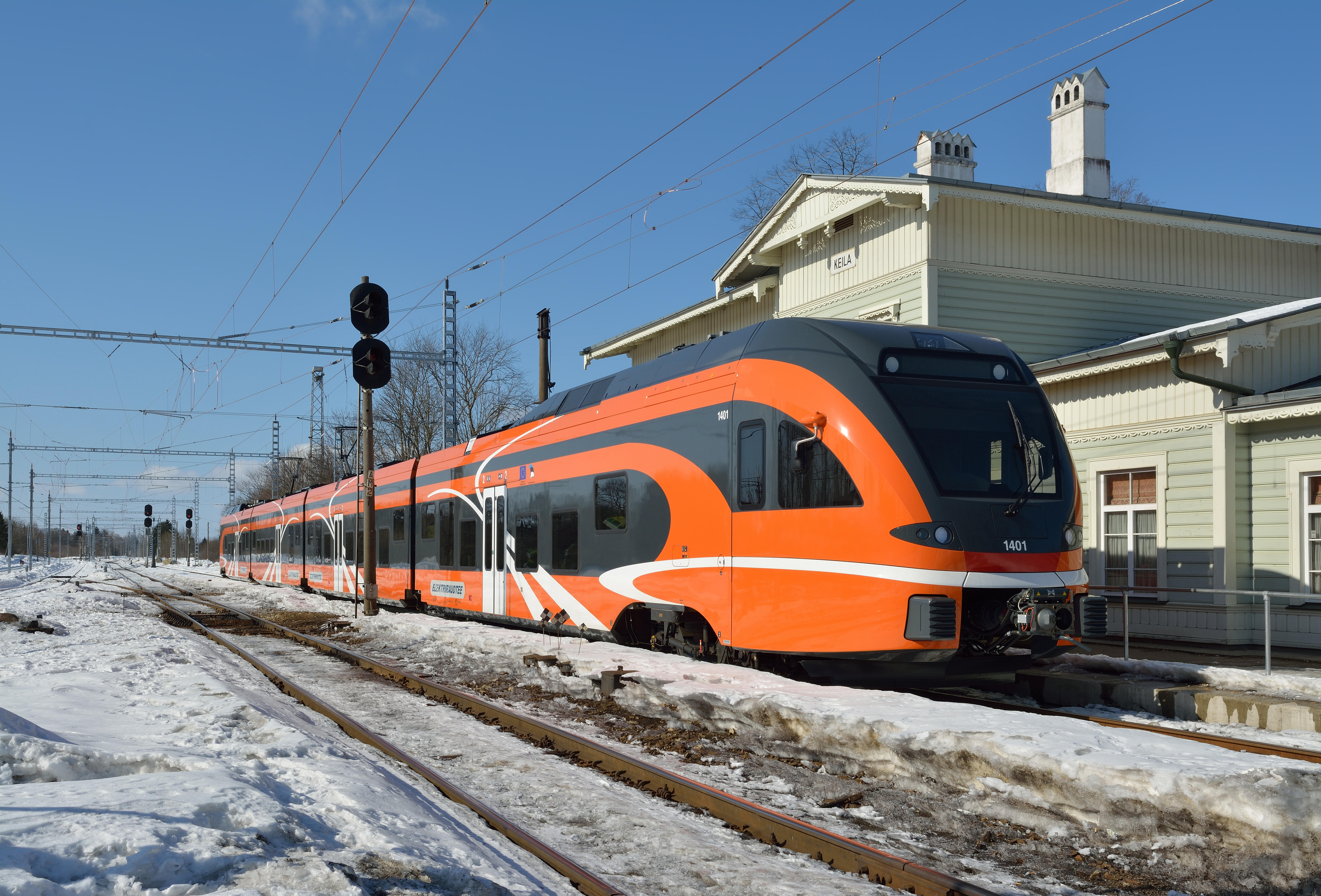
Stadler FLIRT motorvonat Keila vasútállomásán

A személyszállításban a vasút aránya viszonylag alacsony, de az elmúlt években stabil növekedést mutat.
A belföldi személyszállítási közszolgáltatást 2014. január 1-je óta az állami tulajdonú Eesti Liinirongid végzi Elron márkanév alatt. A társaság korábban a Harju megyei (Tallinn környéki) elektromos vontatású elővárosi vonatokat üzemeltette (2013 októberéig Elektriraudtee néven), míg a dízelvontatású távolsági vonatokat 17 éven át a magántulajdonú Edelaraudtee üzemeltette mind saját, mind az EVR Infra hálózatán. Az Elron járműparkja 18 elektromos és 20 dízel Stadler FLIRT motorvonatból áll, melyek 2013-ban, illetve 2014-ben álltak üzembe.
A GoRail nemzetközi vonatokat üzemeltet. 2007-ben napi egy vonat volt Tallinnból Szentpétervárra és Moszkvába, melyet a GoRail üzemeltet, mindkettő éjszakai vonat. Az utazási idő 10 óra volt Szentpétervárra, 15 Moszkvába. A szentpétervári kapcsolat 2008–2012 között szünetelt az alacsony kihasználtság miatt.